# Homefront (film)
Homefront is een Amerikaanse actiethriller uit 2013, geregisseerd door Gary Fleder met in de hoofdrollen Jason Statham en James Franco. Sylvester Stallone baseerde het script op de gelijknamige roman van Chuck Logan. De film werd in de Verenigde Staten uitgebracht door Artisan Entertainment.

## Verhaal
Phil Broker is een voormalige DEA-agent die na het overlijden van zijn vrouw met zijn dochtertje naar het platteland verhuist. Daar vecht zijn dochter op school met de plaatselijke pestkop, wat een reeks gebeurtenissen in gang zet die uitmonden in een directe confrontatie tussen Phil en de plaatselijke meth-drugbaron.

## Rolverdeling
| Acteur           | Personage              |
| ---------------- | ---------------------- |
| Jason Statham    | Phil Broker            |
| James Franco     | Morgan "Gator" Bodine  |
| Winona Ryder     | Sheryl Marie Mott      |
| Kate Bosworth    | Cassie Bodine Klum     |
| Rachelle Lefevre | Susan Hetch            |
| Frank Grillo     | Cyrus Hanks            |
| Clancy Brown     | Sheriff Keith Rodrigue |
| Izabela Vidovic  | Maddy Broker           |

## Productie
Aanvankelijk zou Sylvester Stallone de hoofdrol spelen, maar uiteindelijk ging die naar Jason Statham. Stallone bleef wel aan boord als producer.

## Release en ontvangst
Homefront ging op 27 november 2013 in première in de verenigde Staten. De film kreeg gemengde recensies. De film behaalde een score van 42% (116 recensies) op Rotten Tomatoes, met een gemiddelde score van 5,0/10.. Volgens de website is Homefront ondanks zijn degelijke cast teleurstellend saai. Metacritic gaf de film een score van 40% (35 recensies).